# ZR-1 USS Shenandoah

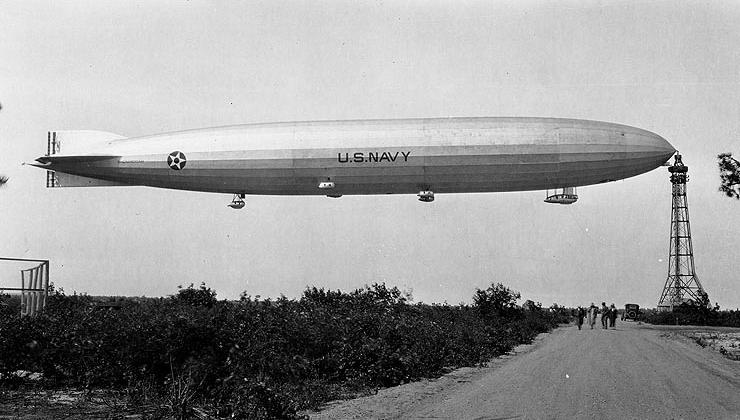
USS Shenandoah in Lakehurst

De Shenandoah was een zeppelin die werd gebouwd naar voorbeeld van de Duitse zeppelin LZ 96 'L49' die op 20 oktober 1917 in geallieerde handen was gevallen. De LZ 96 was een "hoogvlieger", een extra lichte variant met als doel om hoger te kunnen vliegen, waarbij structurele sterkte was opgeofferd. Dit maakte wel dat de constructie alleen geschikt was voor normale manoeuvres op grote hoogtes.
Dit werd niet meegeteld in de operaties van de USS Shenandoah.
De grotere luchtweerstand en hardere weersinvloeden op lagere hoogtes tijdens een stortbui, gecombineerd met dit overzicht, braken het luchtschip op 3 september 1925.